# Коммодор авиации
Коммодор авиации (англ. Air commodore) — воинское звание Королевских ВВС Великобритании. Соответствует званию «Бригадир» в Британской Армии и Королевской морской пехоте; и званию «Коммодор» в Королевском ВМФ. Является «однозвёздным» званием (по применяемой в НАТО кодировке — OF-6).

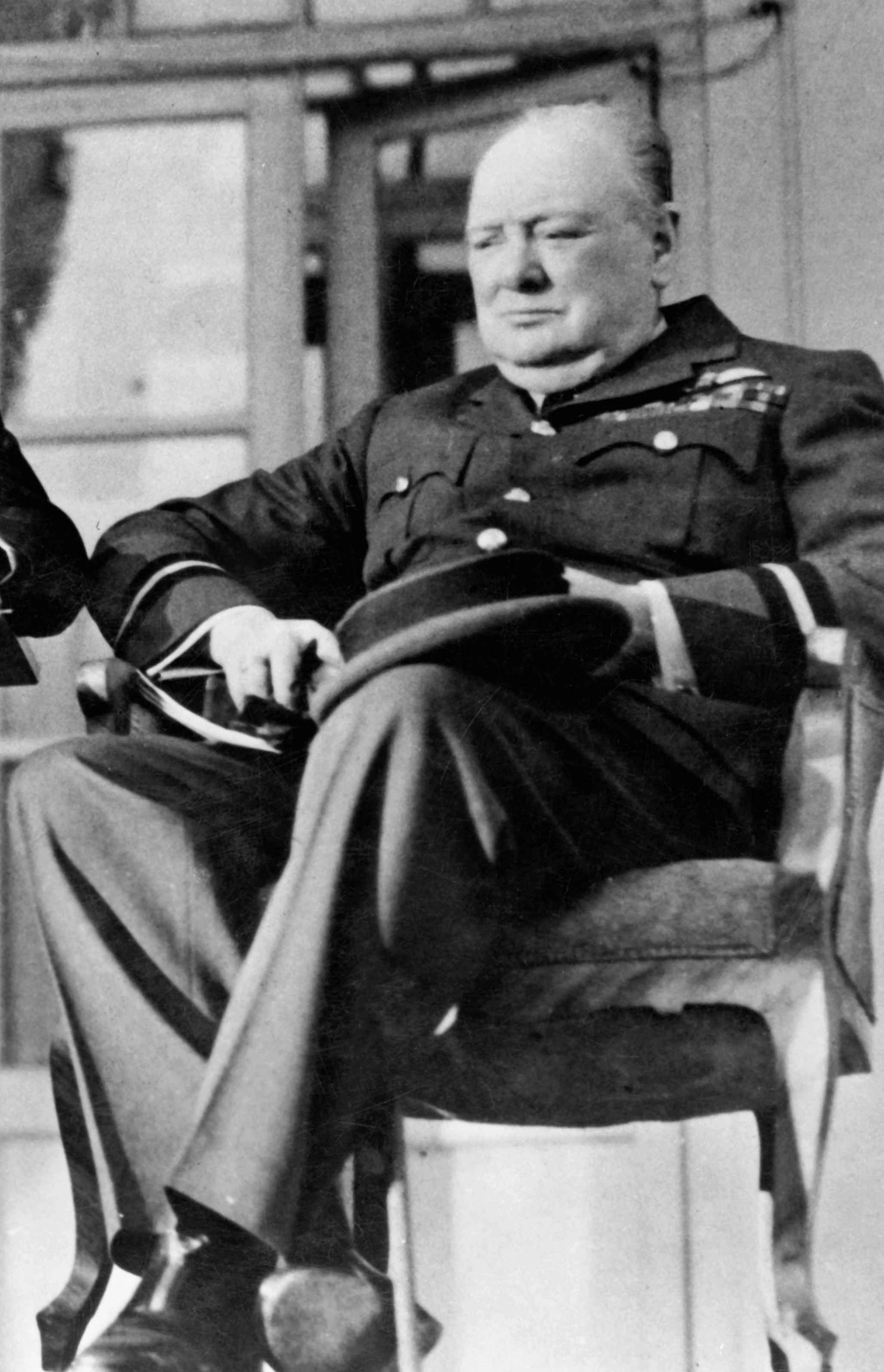
Уинстон Черчилль в форме коммодора авиации (видны нарукавные знаки различия) на Тегеранской конференции

Следует за званием «Капитан группы» и предшествует званию «Вице-маршал авиации».

## История
1 апреля 1918 года вновь созданные Королевские ВВС переняли свои офицерские звания от Британской Армии, а те офицеры, что сейчас являются коммодорами авиации, имели звание бригадного генерала. Позже, 1 августа 1919 года учредили само звание «Коммодор авиации». В современных Королевских ВВС коммодоры обычно занимают старшие должности в авиагруппах, действуя непосредственно как поддержка офицера-командующего авиации. Однако в межвоенный период и в случае с современной 83-й экспедиционной авиагруппой командир имел или имеет звание коммодора авиации. В учебном корпусе ВВС назначенный коммодор авиации обладает полнотой власти над кадетской организацией в качестве командующего кадетами ВВС. Звание «Коммодора авиации» также используется военно-воздушными силами многих стран, которые имеют историческое британское влияние, например Королевские ВВС Новой Зеландии. Эквивалентным званием в Женских вспомогательных военно-воздушных силах, Женских королевских военно-воздушных силах (до 1968 года) и Службе медсестер Королевских военно-воздушных сил принцессы Марии (до 1980 года) было «Командующий авиации».

## Галерея

Нарукавные/наплечные знаки различия (на повседневную и парадную форму)
Погон (на парадную и парадно-выходную форму)
Нарукавные знаки различия (на парадно-выходную форму)
Штандарт Коммодора авиации
Air Commodore star plate